# Quatre-épices

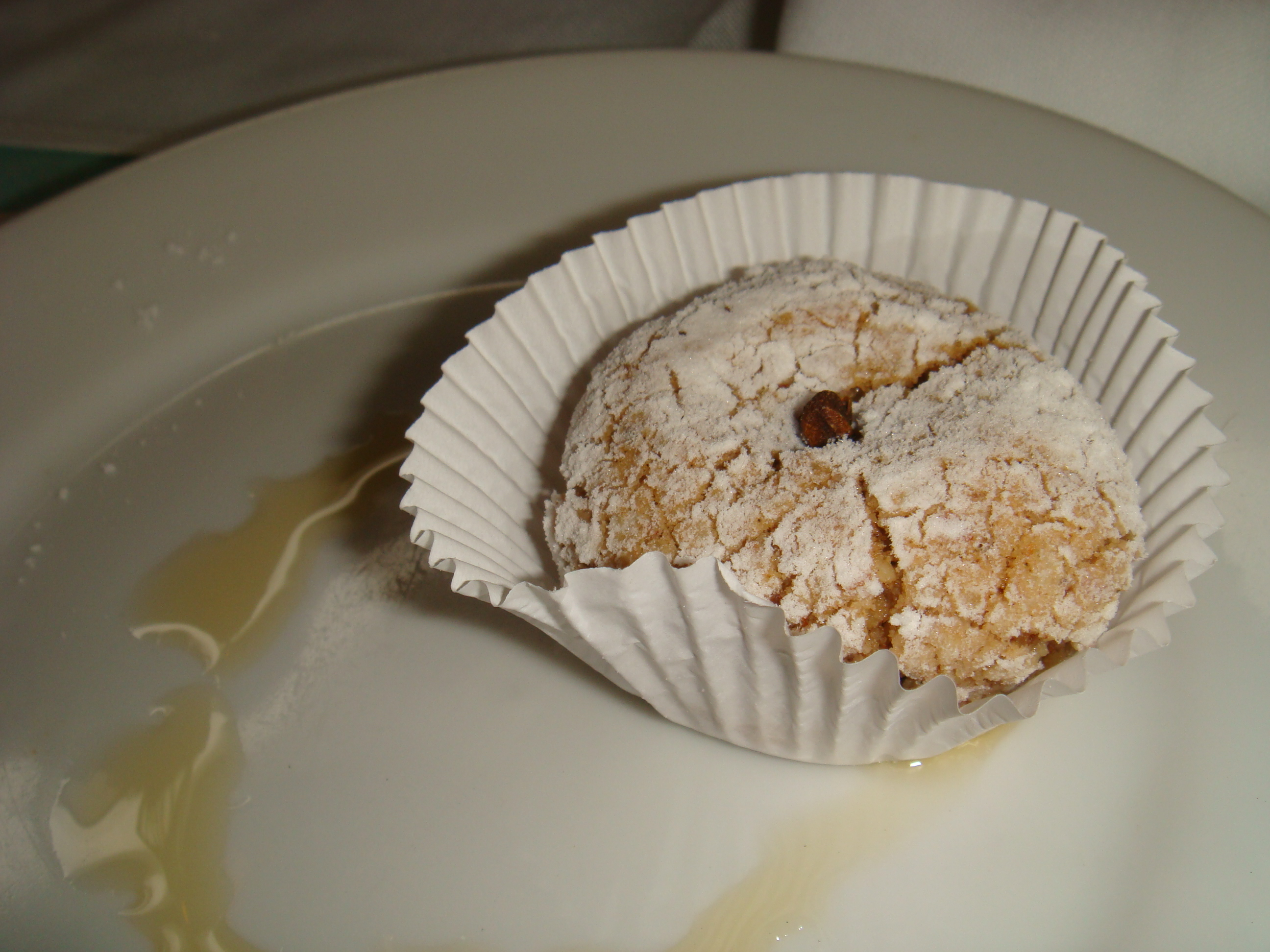
Quatre-èpices in einem Gebäck

Quatre-épices (französisch für „vier Gewürze“) oder Viergewürz ist eine traditionelle Gewürzmischung der französischen Küche aus weißem Pfeffer, getrocknetem Ingwer, Muskat und Gewürznelken – sie gehörten lange Zeit zu den wichtigsten Gewürzen im Fernhandel. Varianten verwenden Zimt statt Ingwer, schwarzen Pfeffer statt weißen oder Piment anstelle eines der anderen Gewürze.
Verwendet wird es universell, besonders für Wildragouts, Pasteten und Würste, für Gewürzgurken, eingelegte Zwiebeln, Kürbisse, Terrinen, in Schmorgerichten und Ähnlichem sowie als Lebkuchengewürz.
Zur Herstellung von Quatre-épices werden etwa acht Teile Pfeffer, ein Teil Ingwer (oder Zimt) und ein Teil Nelken trocken angeröstet, zwei Teile geriebene Muskatnuss hinzugegeben und alles fein gemahlen. Varianten verwenden andere Mischungsverhältnisse oder verzichten auf das Rösten, allerdings ist der Anteil des Pfeffers fast immer größer als der anderer Gewürze.
Seit der Entdeckung des Piments auf den Antillen durch Christoph Kolumbus, das einen an diese Gewürzmischung erinnernden Geschmack hat, wird dieses Gewürz gelegentlich auch im unvermischten Zustand Quatre-épices oder Viergewürz genannt, da es geschmacklich an die Mischung erinnert, besonders an Pfeffer und Gewürznelken.